# Krzemionka (Pasmo Masłowskie)
Krzemionka – szczyt w Paśmie Masłowskim, w Górach Świętokrzyskich, znajdujący się na północ od Kielc. Góra w całości porośnięta jest lasem jodłowym. Od zachodu opływa ją potok Sufragańczyk. U podnóży jej północnego stoku znajdują się źródła Sufragańca.
Na północ od góry przebiega  Główny Szlak Świętokrzyski im. Edmunda Massalskiego z Gołoszyc do Kuźniaków oraz dydaktyczna ścieżka leśna na Sosnowicę.